# Tiemonium iodide
Tiemonium iodide là một thuốc kháng muscarinic. Nó được hấp thụ kém từ ruột. Các dạng hoạt động là tiemonium, một cation amoni bậc bốn.